# Dubbelepunt
De dubbelepunt (ook: dubbele punt, dubbelpunt) is een leesteken gevormd door twee boven elkaar geplaatste punten.

## Functie als leesteken
Opsomming
Het betreft de drie in de trommelholte van het oor aanwezige beentjes: de hamer, het aambeeld en de stijgbeugel.
Omschrijving of toelichting
Ondertussen stonden de ontwikkelingen niet stil: nieuwe procesinnovaties, werkloosheid en een oplopende inflatie leidden tot grote onzekerheid.
Ik ga niet: ik heb wat beters te doen.
Dat leidt tot een onontkoombare conclusie: hier dient krachtig te worden ingegrepen.
Voor deze functie kan men soms ook het gebruik van de puntkomma of het gedachtestreepje kiezen, maar niet altijd, zoals duidelijk wordt in de drie hiernavolgende zinnen:
Kortom: ik ga niet, ik heb wat beters te doen.
Samengevat: het idee lijkt me niet uitvoerbaar.
Nu ik er toch aan denk: waar is je puntmuts gebleven?
Aanhaling van een zogenaamde directe rede
Zij zei: "Neem ook wat bloemen mee!"
Hij schreef mij: "Ik moet hier wel aan toevoegen dat ik me de ware toedracht niet precies herinner."

## Technische notaties
In de rekenkunde is de dubbelepunt een teken dat voor deling gebruikt wordt.
168 : 3 = 56
In de wiskunde, speciaal ook de meetkunde wordt de dubbelepunt gebruikt als teken om verhoudingen aan te geven (in wezen vergelijkbaar met delingen).
a : b = c : d
Een Bijbelvers wordt aangegeven door een dubbelepunt tussen het hoofdstuk en het nummer van het vers.
Dit vind je in 1 Korinthe 13:5.
Tijdstippen en ook tijdsduren worden wel genoteerd met een dubbelepunt tussen de uren, de minuten en de eventuele seconden.
Dit werd om 16:52 uur toegevoegd.

## Schrijfwijze en de- of het-woord?
De Nederlandse Taalunie geeft voor het leesteken 'punt', alsook voor 'dubbelepunt' en 'dubbelpunt', aan dat het zowel een de- als een het-woord kan zijn, waarmee zowel de schrijfwijzen 'de dubbelepunt', 'de dubbele punt' en 'de dubbelpunt' als 'het dubbelepunt', 'het dubbele punt' en 'het dubbelpunt' in aanmerking komen.

## Taalvirtuositeit
- Drs. P heeft een nummer geschreven waarin hij in zes coupletten het gebruik van dit leesteken zingzeggend bespreekt.